# Carola Hein
Carola Hein (Hamburg, 1964) és catedràtica d'Història de l'Arquitectura i Urbanisme a la Universitat Tecnològica de Delft. Els seus interessos de recerca inclouen la transmissió d'idees arquitectòniques i urbanes, centrant-se específicament en les ciutats portuàries i l'arquitectura global del petroli. Dirigeix el programa de recerca PortCityFutures, que se centra en l'evolució de les condicions socioespacials, l'ús i el disseny de les regions de les ciutats portuàries, en particular explorant les zones on les activitats portuàries i urbanes es produeixen simultàniament i a vegades entren en conflicte. Algunes de les beques que ha rebut són una Guggenheim i una Alexander von Humboldt. És Vicepresidenta de la Societat Internacional d'Història de la Planificació (IPHS), editora de PORTUSplus, la revista de RETE, coeditora de Creative Practices in Cities and Landscapes (CPCL) i editora de ressenyes de llibres sobre Àsia per a Journal of Urban History.